# Бои за Бобруйск (1919)
Бои за Бобруйск в 1919 году — бои между польскими и советскими войсками во время советско-польской войны. В ходе боев за Бобруйск объединенная Великопольская группа выбила части 8-й стрелковой дивизии из города и захватила плацдарм на восточном берегу реки Березины.
После захвата Минска войска Литовско-Белорусского фронта получили возможность продолжить наступательные действия вплоть до реки Березина. Когда передовые части Великопольской группы 24 августа достигли района Осиповичей, генерал Станислав Шептицкий отдал приказ о взятии Бобруйска. 25–27 августа части группы заняли исходные позиции.
Советские войска, оборонявшие Бобруйск, подготовили оборонительные рубежи на реке Волчанке, используя полевые укрепления времен Первой мировой войны. Бобруйский плацдарм обороняли советские 67-й и 68-й стрелковые полки 8-й стрелковой дивизии, два батальона матросов и три бронепоезда. Всего около 2500 солдат.
24 августа командующий Великопольской группой получил приказ о взятии Бобруйска. Генерал Конаржевский решил атаковать город по трём направлениям. 28 августа группа Конаржевского начала наступление на Бобруйск. Левая ударная группа, после непродолжительной артиллерийской подготовки, прошла вброд через Волчанку, вышла на позиции противника, захватила их и начала преследование через Красное. Большинство красноармейцев сдались или в беспорядке отступили. Не помогла им и советская контратака, предпринятая в этом направлении. Около 17 часов группа достигла Бобруйска, уже захваченного 4-м Великопольским стрелковым полком.
Средняя группы майора Брезанего при поддержке роты танков Рено (Renault FT) капитана Дюфура двинулись между железнодорожной линией Осиповичи — Бобруйск и дорогой Слуцк — Бобруйск и, сломив слабое сопротивление противника, вышли на пересечение дороги и железнодорожного пути. Появление танков стало большой неожиданностью для красноармейцев, которые не оказали сопротивления и отошли. После непродолжительного боя под Семковом, с бронепоездом группа захватила станцию в Бобруйске и около 15 часов вошла в город.

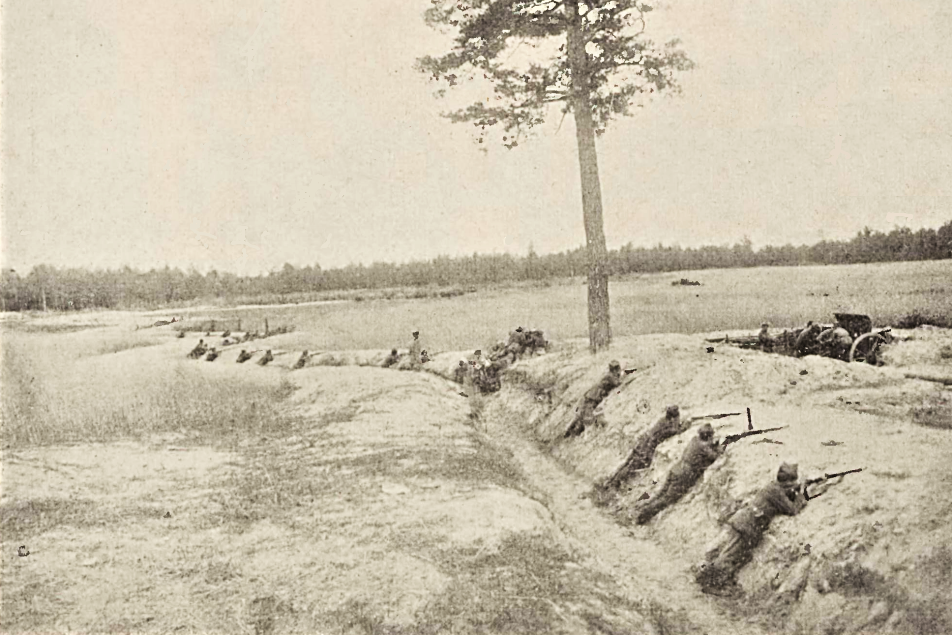
Позиции польских войск на плацдарме у Бобруйска. Сентябрь 1919 г.

Правая (конная) группа подполковника Владислава Андерса, преодолев незначительное сопротивление противника, подошла с юга к городу и захватила станцию Березина, с помощью конной артиллерийской батареи отогнав советский бронепоезд.
Советские войска, отступив за реку, заняли доминирующие холмы на восточном берегу и оттуда стали обстреливать польские позиции. Поэтому в ночь на 1 сентября один батальон 3-го Великопольского стрелкового полка форсировал реку Березину по остаткам железнодорожного моста, а другой батальон переправился на пароме возле Назаровки. Перед рассветом оба батальона атаковали советские позиции и захватили Бабин. В последующие дни район плацдарма был расширен, а советские контратаки, направленные на отбрасывание польских войск за Березину, были отбиты. 4 сентября уланский полк временно захватил Кличев, а затем вернулся в Бобруйск.